# Papar (munkar)
Papar (från latinets "papa" över gammaliriska, med grundbetydelse "fader" eller "påve") var enligt tidiga isländska sagor kristna munkar som slog sig ned som eremiter på Island före inflyttningen av nordbor där.

## Island
De första nordborna bosatte sig på Island 874 efter Kristus. Den äldsta urkunden i vilken papar nämnts är Íslendingabók av den isländska krönikören Ari Þorgilsson, vilken skrevs mellan 1122 och 1133. Þorgilsson skriver om "kristna män", som kallas papar av nordmännen. 
Möjligen finns en referens till papar i ett verk av Dicuil, en irisk munk och geograf från tidigt 800-tal. Han omnämner kringresande heliga mäns resande till nordliga områden, men det är oklart om Dicuil avsåg Island, eftersom eremiter från Irland också slog sig ned på andra nordliga öar, som Orkney och Shetland.
Flera isländska ortsnamn är förknippade med papar, som ön Papey och Västmannaöarna ("Västmännens öar"). Inga arkeologiska fynd har dock gjorts som belägger en länk.
I Landnámabók, vilken troligen kan dateras till 1000-talet i sin ursprungliga form, ges tydlig information på första sidan om att iriska munkar har bott på Island före ankomsten av bosättarna från Skandinavien.

## Papar på Färöarna
I Färöarna finns flera ortsnamn som länkar till papar där, bland annat Paparøkur vid Vestmanna och Papurshílsur vid Saksun. Vestmanna är en kortform av Vestmannahøvn. 

## Papar på Orkney
I Historia Norwegiæ från 1500-talet identifieras de infödda pikterna och paparna som de människor som nordmännen träffade på när de invaderade Orkney under tidigt 800-tal.

## Papar på Yttre Hebriderna
Yttre Hebriderna har ett flertal ortsnamn som länkar till paparna. Åtminstone tre öar har ursprungligen hetat Papey, och sedan omdöpts till Pabbay (gaeliska: Pabaigh), bland annat Pabay utanför Isle of Skye.